# Pachystachys ossolae
Pachystachys ossolae är en akantusväxtart som beskrevs av D.C. Wasshausen. Pachystachys ossolae ingår i släktet Pachystachys och familjen akantusväxter. Inga underarter finns listade i Catalogue of Life.